# Nephodia subsordida
Nephodia subsordida är en fjärilsart som beskrevs av W. Warren 1905. Nephodia subsordida ingår i släktet Nephodia och familjen mätare. Inga underarter finns listade i Catalogue of Life.